# Fort Loncin
Het Fort van Loncin was een fort nabij het Belgische dorp Loncin. Het was een van de 12 forten van de ring van forten rond Luik. Het werd in 1888 naar plannen van generaal Henri Alexis Brialmont gebouwd. De forten werden opgetrokken uit ongewapend beton, aangemaakt met grote rolkeien uit de Ourthe. De site staat sinds 2023 op de Unesco-Werelderfgoedlijst als onderdeel van inschrijving Begraafplaatsen en herdenkingssites van de Eerste Wereldoorlog (Westelijk Front).

## Vorm en locatie
De vorm van het fort is een gelijkbenige driehoek met een oppervlakte van 0,01 km², die omgeven wordt door droge grachten van 10 meter diep en 15 meter breed. Het fort bevindt zich ongeveer 7 km ten westen van de binnenstad van Luik aan de uitvalsweg in de richting van Brussel. Het fort ligt op circa drie kilometer afstand van Fort Lantin en Fort Hollogne.

### De bewapening van het fort

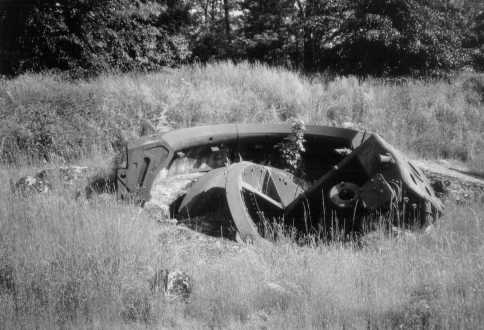
Een van de vernielde houwitsers

In het midden van het fort ligt het centraal massief, een betonnen bouwwerk waarin het lange afstand geschut staat opgesteld. In de kop van het centraal massief liggen twee gepantserde koepels elk met een houwitser met een kaliber van 210 mm. In het centrum van het massief liggen nog drie koepels. De middelste bevat twee 150 mm-kanonnen . De twee andere koepels bevatten ieder twee kanonnen met een kaliber van 120 mm.
Overige bewapening:

- Vier snelvuurkanonnen met kaliber 57 mm, elk onder een gepantserde koepel, om de directe beweging van het fort te bestrijken en
- Negen snelvuurkanonnen met kaliber 57 mm voor het bestrijken van de droge gracht.

## De Eerste Wereldoorlog

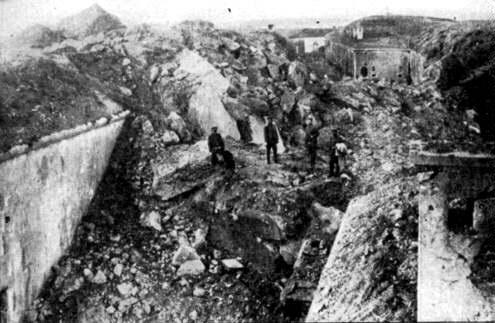
Het vernietigde fort

In 1907 werd Naessens bevorderd tot kapitein en commandant van het Fort Loncin. Hij bleef fortcommandant tot het einde in augustus 1914 en heeft zijn verhaal op schrift vastgelegd. Bij het uitbreken van de oorlog was luitenant Modard de artillerie-officier en hij voerde het bevel over het zware geschut. Kapitein Duchêne was de hoogste in rang voor de infanterie op het fort.
Op 29 juli werden de dienstplichtigen van de drie jongste lichtingen opgeroepen om zich bij het fort te melden als aanvulling op de vredessterkte. Op 1 augustus was de bezetting compleet met 350 kanonniers en 200 infanteristen. De voorraden werden aangevuld en telefoonlijnen aangelegd tussen het schietbureau van het fort en de drie observatieposten in het kasteel van Waroux en de kerktorens van Alleur en Loncin. Rond het fort werden alle belemmeringen verwijderd om een vrij zicht- en schootsveld te krijgen, huizen worden gesloopt en bomen geveld. Door voor de Duitse aanvallers gelukkige omstandigheden, kon de binnenstad van Luik al op 5 augustus 1914 ingenomen worden. Rond half zes in de ochtend van 6 augustus arriveerde generaal Leman en maakte het fort zijn hoofdkwartier. Na de overgave van de Citadel van Luik meenden de Duitsers dat dit de overgave van de hele stelling rond Luik betekende, maar Leman gaf de forten het bevel om de strijd voort te zetten.
Op 7 augustus naderde het Duitse leger het fort vanuit de stad Luik. Met artillerie rukten ze op naar de spoorweg tussen Ans en Liers. De Belgische observatieposten gaven de posities door en vanuit het fort werden ze onder vuur genomen. Dezelfde avond sloeg de eerste Duitse 105mm granaat in bij het fort. Tot 14 augustus bleven de observatieposten in de kerktorens bezet en konden de kanonnen van het fort gericht schieten. Die dag werden Loncin en Alleur bezet waarmee het schietbureau veel minder informatie kreeg over de positie van de oprukkende Duitse troepen. Het fort werd omsingeld en lag zwaar onder vuur, per minuut werden tussen de 10 en 15 granaatinslagen geteld.
Aan het begin van de Eerste Wereldoorlog werden de forten rond Luik als “onneembaar” beschouwd, maar de forten waren nooit aangepast aan de nieuwste artillerieontwikkelingen: mortieren met een kaliber van 42 cm. Desondanks hadden de Duitsers deze Dikke Bertha's bij de begindagen van de Eerste Wereldoorlog niet meegenomen naar Luik, omdat men niet op veel tegenstand rekende en de verwachting was dat de forten onder beschieting met 21 cm artillerie, gevolgd door een infanteriebestorming, geen stand zouden houden. Het 21 cm geschut bleek echter weinig uitwerking te hebben: bij het begin van de beschieting verlieten de Belgen de stellingen, om bij het einde weer tevoorschijn te komen en de aanstormende infanterie neer te maaien. De verliezen aan Duitse zijde beliepen in de duizenden.
Het hevige vuur van de Duitse artillerie zorgde wel voor schade. De luchtpijp van de stoommachine raakte verstopt door invallend puin. Hiermee kwam de elektriciteitsvoorziening stil te liggen en de verlichting en luchtverversing vielen uit. Petroleumlampen werden ontstoken en om de lucht te verversen draaiden de handventilatoren in de geschutkoepels continue.
Alsnog werden de Dikke Bertha's naar Luik gestuurd. Vanaf het veld van Bressoux werd het fort onder vuur genomen. Op 15 augustus 1914 om 16.00 uur begon de beschieting en de inslagen waren verschrikkelijk. Om 17.45 uur raakte een 420mm-granaat de munitiekamer van het fort. Bij de ontploffing stortte een groot deel van het centraal massief in. Hiermee kwam de strijd om de forten rond Luik ten einde. Generaal Gerard Leman die zich in dit fort bevond, raakte bewusteloos door de ontploffing, maar overleefde het wel. Hij werd door de Duitsers krijgsgevangen gemaakt. De Belgische troepen in Luik konden uiteindelijk tien dagen stand houden.
Er werd lang aangenomen dat bij de ontploffing van het fort 350 soldaten omkwamen waarvan er 150 nog onder het puin zouden liggen. Recent onderzoek wijst echter uit dat er hooguit 144 soldaten omkwamen waarvan er vermoedelijk nog altijd 37 onder het puin liggen.

## Fort Loncin heden

De positie van het fort in de fortengordel.

Na de Eerste Wereldoorlog werd het fort niet herbouwd. Het fort werd (of beter: bleef) de begraafplaats voor de soldaten die omkwamen bij de explosie. Dit onder andere vanwege het feit dat er zich in het fort waarschijnlijk nog enkele tonnen aan munitie bevinden. In 2007 haalde men 3500 obussen van onder het puin. Omdat men het nooit heeft aangedurfd de granaten en het kruit op te ruimen, besloot men het hele complex in een groot graf te veranderen. Ter nagedachtenis werd er een monument bij het fort gebouwd. Bij recente opgravingswerken ontdekte men 25 lijken van gesneuvelde soldaten, waarvan er vier konden worden geïdentificeerd. Deze werden bijgezet in de crypte van het fort.
Door toedoen van het Waalse Gewest geraakt dit fort langzaam aan ontsloten. Bij een bezoek kan men een audiogids meekrijgen. Elk kwartier weerklinkt er een simulatie van de explosie van het fort na de destijds noodlottige inslag van een 420mm granaat.

## De gevolgen voor de Belgische bouw van forten
De oorzaak voor de snelle val van het fort lag ten eerste aan het feit, dat de munitiekamer te dicht aan de oppervlakte lag. Verder was het beton dat men gebruikte ongewapend. Beide zaken werden herzien bij de Belgische forten die na de Eerste Wereldoorlog werden gebouwd.

## Naslagwerk
- Kolonel Naessens en L. Lombard, Loncin, Drukkerij G. Leens, Verviers